# 1486. évi törvénycikk
Az 1486. évi törvénycikk (Decretum maius, magyarul: Nagy dekrétum) I. Mátyás magyar király „örök érvényűnek” szánt, főképpen magán- és büntető-eljárásjogi szabályokat tartalmazó törvénykönyve. A dekrétum 78 törvénycikkből (tc.) áll. Az első magyar kodifikációs kísérlet és az első magyar törvény (jogszabály), ami nyomtatásban megjelent.

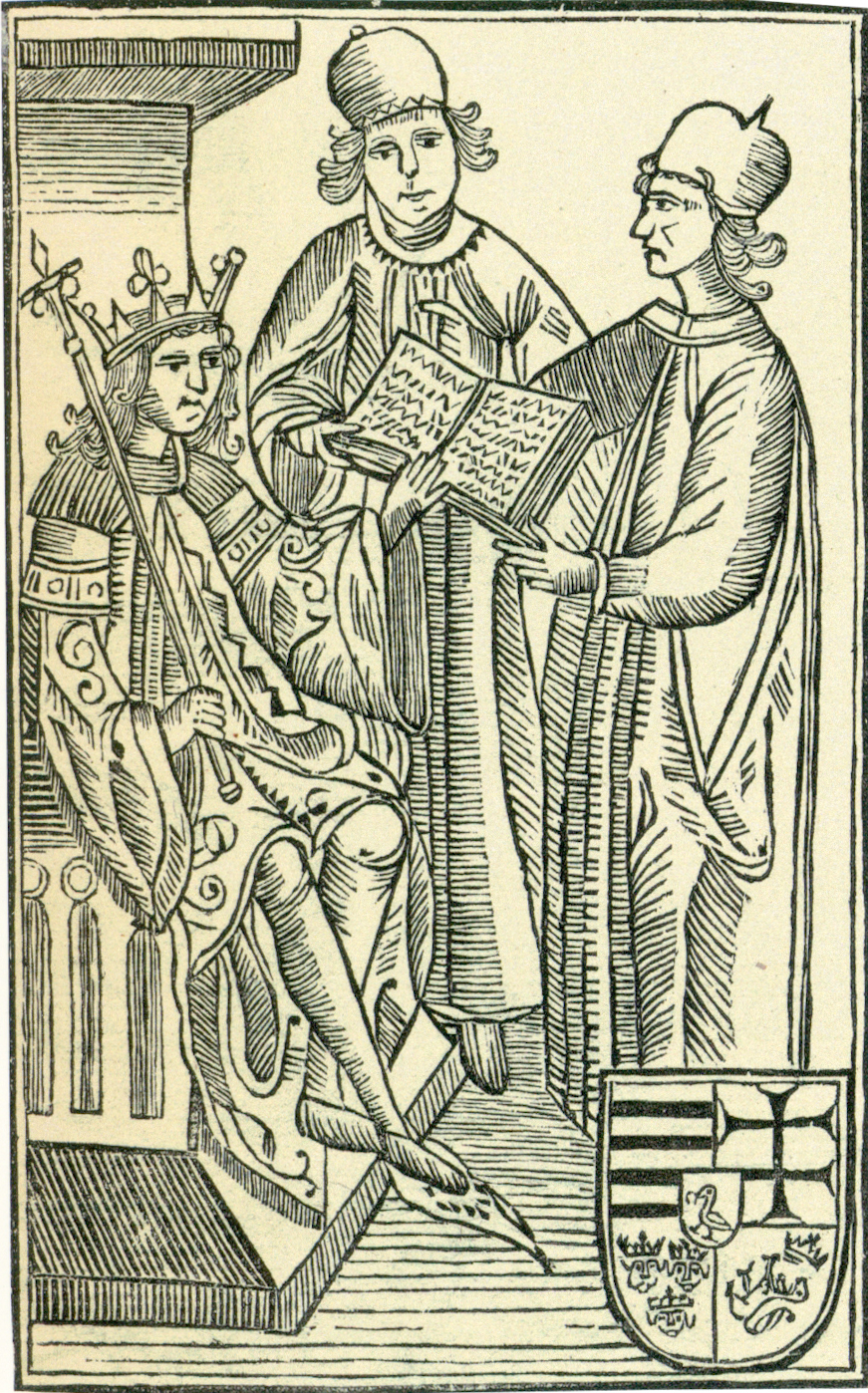
Mátyás 1486. évi törvénykönyvének címlapja

## Története

### Előzmények
A 13. század a végére a köznemesség – korábbi, egyre határozottabb törekvései eredményeképpen – elérte, hogy részt vehessen a politikai hatalom gyakorlásában, ezen belül is elsősorban a törvényhozásban. III. András az 1290. évi dekrétumát így például már az ország báróinak és „összes nemeseinek hozzájárulásával” alkotta meg.
Az Anjou királyok idejében azonban az uralkodók maguknak tartották fenn a törvényhozással, a törvények módosításával és hatályon kívül helyezésével kapcsolatos jogosultságokat. Az ezt követő folyamatos fejlődés eredménye lett a XV. század közepére kialakult elv, miszerint a törvényalkotás a király és a rendek – tehát az országgyűlés – együttes joga.

### Az 1486-os országgyűlés és törvénykönyv
A király 1485 karácsonyára összehívta a rendeket nádorválasztásra, majd 1486-ban elfogadtatta az országgyűléssel a Decretum maiust, vagyis az 1486. évi törvénykönyvet. Ekkoriban a gyakori háborúskodás miatt keveset tartózkodott az országban, nem tudott kellően részt venni a jogalkotásban és az igazságszolgáltatásban. A bűntények elszaporodtak, törvényeivel a rendet kívánta helyreállítani.
Mátyás további szándéka volt, hogy a széttöredezett, partikuláris feudális jogot egységesítse, azaz megteremtse az egységes országos jog alapjait. Dekrétuma ebből a szempontból a kodifikáció első tudatos hazai kísérletének tekinthető. Elképzelése nem volt egyedülálló, a korban más közép-európai országokban is – például Lengyelországban – megjelent az igény az ország jogának egységesítésére, kodifikációjára.

### Utóélete
Mátyás a hatályos szokásjog (consuetudo regni) helyébe az írott jogot (ius scriptum) szerette volna örök időkre állítani. Törvénykönyvének utolsó, LXXVIII. cikkelyében leszögezi, hogy „az abban foglaltakat soha sem kell megváltoztatni”, „minden záradékukban és pontjukban változatlanul és sértetlenül meg kell tartani”. A korabeli joggyakorlat szerint azonban a király által hozott törvények utódját csak annyiban kötik, amennyiben azokat megújítja. Mátyás nem érte el ezt a célját, mert halálát követően II. Ulászló új – bár szövegében egyébként nagyrészt az 1486-os dekrétumon alapuló – törvényei hatálytalanították és felváltották a Decretum maiust.

### Kiadásai
Mátyás, kihasználva az akkoriban újdonságnak számító könyvnyomtatást, kétszer is kinyomtattatta a törvénykönyvet, így a Decretum maius lett az első olyan magyar törvény, ami nyomtatásban is megjelent. Az első kiadás Lipcsében, 1488. június 2-án jelent meg Moritz Brandis nyomdájában. A másodikat Konrad Kachelofen – szintén lipcsei – nyomdász készíthette, feltehetőleg az 1490-es évek elején. A két kiadás szövege megegyezik, a sajtóhibák hasonlósága alapján valószínűsíthető, hogy a második kiadás az első alapján készült. Mátyás törvénykönyve, valamint később Werbőczy István Tripartituma megelőzték az 1595-től rendszeresen nyomtatásban megjelenő hivatalos törvénykiadásokat.
Brandis és Kachelofen IV. Kázmér lengyel király törvényeit is kinyomtatták. A „Constitutiones regni Poloniae” szintén két kiadásban készült el, a Mátyás-féle törvénykönyv kiadásaival nagyjából egy időben, ráadásul azonos textúratípussal. A lengyel törvénykönyv Kachelofen-féle kiadását ezen felül még ugyanazzal a fametszettel is díszítették, mint a magyart, csak Mátyás címerét a lengyel királyi címerre cserélték.

## Tartalma
Mátyás a Decretum maius bevezetőjében, az „Előbeszéd”-ben kiemeli a törvények fontos szerepét, s kitér arra, hogy a folyamatos háborúskodás miatt nem tudott kellően részt venni az ország belügyeinek igazgatásában. A bűntények elszaporodtak, dekrétumával a rendet kívánja helyreállítani.
A törvénykönyv 78 cikkelyének legtöbbje a bíráskodással és a perjoggal kapcsolatos, összegyűjtve és rendszerezve a korábbi királyok erre vonatkozó rendelkezéseit és a magyarországi bírósági gyakorlat szabályait. Ezen felül tartalmaz olyan rendelkezéseket is, amik a gazdasági és hétköznapi életet, valamint az egyházhoz való viszonyt szabályozzák.
Az I. tc. megszüntette a nádori törvényszéket, a III. tc. pedig két új nyolcados törvényszéket (iudicium octavale) állított fel. Az V. tc. a bírók túlkapásait korlátozva kimondta, hogy a peres felek minden peres ügyben egyezkedhetnek.  A XIV. tc. a tanúvallatás és a dolgok, okiratok szemügyre vételének szabályait állapította meg, utóbbi esetében teljesen az országos szokásra támaszkodva. A XVIII. tc. korlátozta a párbaj mint bizonyítási eszköz perben való használhatóságát. A XX. tc. a per lefolytatásának színhelyét, az ítélet szóbeli és írásbeli közlésének a módját szabályozta.
A XXI. tc. minden olyan mentességet eltörölt, ami a tulajdonosát a bánok, vajdák, vármegyei ispánok vagy alispánok bíráskodása alól mentesíti azzal a céllal, hogy csak a királyi felség joghatósága alá tartozzon. Erőtlennek nyilvánított egyes adományleveleket is, amik az ispán és a nyolcados törvényszék jogszolgáltatásának hatékonyságát gyengítették (pl. XXIII. tc.). Ezek – illetve más, a rendekre és azok kiváltságaira vonatkozó cikkelyek – alapján feltételezhető, hogy Mátyás a köznemesség befolyásának növelését is szem előtt tartotta, mivel hatalmának bázisaként kizárólag ezt a réteget szemelte ki.
A XXIX. tc. előírja, hogy „miként mehetnek végbe az országban a letartóztatások”, így védve azokat a szegényebb kereskedőket, akiknek megélhetéséhez szükséges a folyamatos utazgatás, és különböző letartóztatásokkal „terhelni, akadályozni, háborgatni” őket helyrehozhatatlan károkat okozhat.
Leszögezi, hogy a bíróság előtt egyházi és világi személyek azonos bírságban marasztalhatók, ilyen tekintetben közöttük különbség a jogszolgáltatás terén nem tehető (LXXII. tc.).
Az anyagi jogi szabályok közül a hadviselés fontossága miatt kiemelhető az, amelyik megtiltja a katonáknak, hogy a lakosságnak károkat okozzanak, és károkozás esetére büntetést ír elő, „mivel a katonák utazása és megszállása eddigelé, mint mondják, az országlakosoknak igen nagy terhére és kárára volt” (XXXI. tc.).
Kodifikálta a birtokháramlás pontos szabályait is, hogy elkerülhetők legyenek az ezzel kapcsolatos későbbi félreértések és jogi bizonytalanságok. Nem hozott új szabályokat azonban, rögzíti is, hogy „ez a szokás és rendtartás eddigelé is divatban volt” (XXVI. tc.).
A XXXII. tc. arról rendelkezik, hogy ingatlan javakat semmilyen módon nem lehet lengyeleknek vagy velenceieknek ideiglenesen vagy véglegesen átszolgáltatni, „mivel a velenczeiek és lengyelek minden áron és uton és minden ármánynyal azon voltak és mindenkor azon vannak, hogy lábukat a szent koronára tartozó földekre és uradalmakba betegyék és ezeket bitorolják, a minthogy némely részüket tényleg bitorolták is”. A cikk fontos adalék a lengyel-magyar kapcsolatokhoz.
A jobbágyok elrablásáról szól, illetve a jobbágyság szabad költözésének jogát erősíti meg a XXXIX. cikkely. Büntetést helyez kilátásba azokkal szemben, aki ezt a rendelkezést nem tartják tiszteletben, „mivel a jobbágyok vagy parasztok erőszakos és jogtalan elvitele miatt különféle zugolódások és különféle panaszok, különféle perpatvarok és egyenetlenségek is támadnak”.
Számos rendelkezésben is megjelenik Mátyásnak az az „Előbeszéd”-ben említett törekvése, hogy a bűncselekmények számát intézkedéseivel csökkentse. A LXVI. cikkely szerint pl. „a ki korcsmába akar menni, a fegyverét tegye le”.